# In a Safe Place
In a Safe Place est le troisième album du groupe The Album Leaf, sorti en 2004 sous le label City Slang Records.

## Liste des titres
1. Window – 3:44
2. Thule – 4:23
3. On Your Way – 4:31
4. Twenty two fourteen – 5:40
5. The Outer Banks – 4:23
6. Over the Pond – 4:55
7. Another Day (Revised) – 4:21
8. Streamside – 3:34
9. Eastern Glow – 6:06
10. Moss Mountain Town – 9:24